# Myha'la Herrold
Myha'la Jael Herrold, también conocida como Myha'la, es una actriz estadounidense, reconocida principalmente por su papel como Harper Stern en la serie británica Industry y por su participación en los filmes Bodies Bodies Bodies (2022) y Dejar el mundo atrás (2023).

## Biografía
Herrold nació y se crio en San José, California. Cursó estudios en la Archbishop Mitty High Schooly en la Carnegie Mellon University, graduándose en 2018.Su padre es originario de Jamaica.
Inicialmente obtuvo papeles en teatro antes de figurar en el seriado dramático Industry, incluyendo una serie de presentaciones de la obra musical The Book of Mormon. Tras aparecer en el filme de terror Bodies Bodies Bodies en 2022, un año después protagonizó el episodio «Loch Henry» de la serie de ciencia ficción Black Mirror.También en 2023 interpretó uno de los papeles principales en el filme de suspenso Leave the World Behind.

## Filmografía

### Cine
| Año  | Título                     | Papel      | Notas |
| ---- | -------------------------- | ---------- | ----- |
| 2018 | Rehabilitation of the Hill | Background |       |
| 2019 | Premature                  | Dymond     |       |
| 2019 | The Tattooed Heart         | Lulu       | Corto |
| 2021 | Plan B                     | Logan      |       |
| 2022 | Bodies Bodies Bodies       | Jordan     |       |
| 2022 | The Honeymoon              | Ella misma | Cameo |
| 2023 | Dumb Money                 | Riri       |       |
| 2023 | Dejar el mundo atrás       | Ruth Scott |       |

### Televisión
| Año           | Título       | Papel        | notas           |
| ------------- | ------------ | ------------ | --------------- |
| 2019          | Modern Love  | Tami         | 1 episodio      |
| 2020–presente | Industry     | Harper Stern | Papel principal |
| 2023          | Black Mirror | Pia          | 1 episodio      |